# Laurent Matheron
Pour les articles homonymes, voir Matheron.
Ne pas confondre avec le joueur de football Laurent Matheron.
Laurent Matheron, né le 27 décembre 1908 à Tournus (Saône-et-Loire) et mort le 2 octobre 1944 en déportation,, était un résistant français de la Seconde Guerre mondiale, actif lors de l'opération d'écoutes téléphoniques des occupants allemands connue sous la nom de Source K.

## Carrière et Résistance
Il travaille au Centre d'entretien LSGD (Lignes Souterraines à Grande Distance) aux PTT de Lyon ; il est reçu soudeur en mars 1936, monte à Paris en 1938 et devient chef d'équipe en décembre 1942.
En 1942-1943, il participe aux côtés de l'ingénieur Robert Keller et de Pierre Guillou,  au "piquage" sur des câbles souterrains permettant l'écoute clandestine des communications des occupants nazis de Paris à destination de l'Allemagne.
Dans la nuit du 15 avril 1942, ils effectuent une dérivation sous une tente d'intempérie, éclairés à la chandelle. Ce travail long et minutieux à effectuer dans l'urgence, accroupi ou à genoux avec le risque d'un danger extrême en cas d'arrestation, commence à 21 h et est terminé à 4 h 40 du matin : 70 grands circuits entre Paris et Berlin, parmi lesquels ceux de la Kriegsmarine, de la Luftwaffe, de la Wehrmacht et de la Gestapo ont pu être dérivés.
Une opération identique a lieu dans les mêmes conditions le 16 décembre 1942, à Livry-Gargan, sur le câble Paris-Strasbourg-Berlin, cette fois sur 484 fils.
Ces informations seront transmises par la Résistance PTT aux Alliés. 
Il est découvert et arrêté le 15 janvier 1943, torturé puis déporté à Wiener Neustadt, puis au camp de concentration de Dora. Il y meurt le 2 octobre 1944. 

## Famille
Il est le fils de Laurent Matheron (volailler) et d'Anne Dandelot. Laurent Matheron était marié à Jeanne Cornet et avait un fils (né en 1933).

## Distinctions
- Croix de guerre 1939–1945
- Médaille de la Résistance française

## Hommages

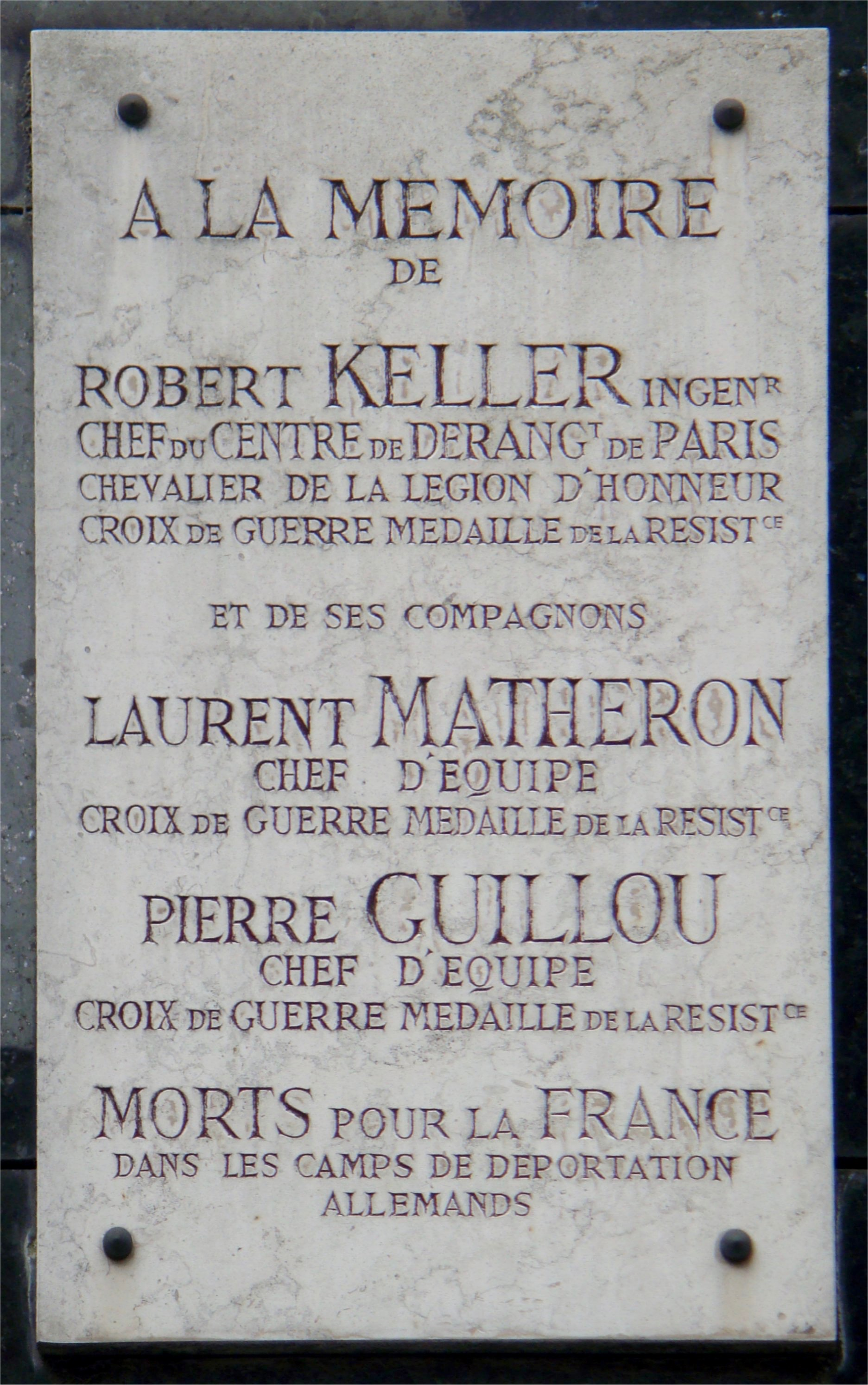
Plaque commémorative 6 rue de l'Ingénieur-Robert-Keller (Paris).

- En hommage à son courage, le Centre d'amplification des LSGD de Lyon-Tassin a été nommé Centre Laurent-Matheron (inauguration le 14 février 1948).

- Une plaque commémorative en hommage à Robert Keller, Laurent Matheron et Pierre Guillou est située 6 rue de l'Ingénieur-Robert-Keller (15e arrondissement de Paris).

- Le 23 avril 2009, une plaque commémorative est apposée une plaque dans l'enceinte du centre Lyon-Sévigné de Orange, situé dans le 3e arrondissement de Lyon[4],[2].

- En mai 2013, le centre Lyon-Sévigné est rebaptisé Lyon-Sévigné-Matheron[5]

- Laurent Matheron est titulaire de la Légion d'honneur[6], de la Croix de guerre et de la Médaille de la Résistance[2].